# Winnall
Winnall är en stadsdel i Winchester, i distriktet Winchester, i grevskapet Hampshire, i England. Winnall var en civil parish fram till 1902 när blev den en del av Winchester. Civil parish hade 122 invånare år 1901.